# Diores delesserti
Diores delesserti es una especie de araña del género Diores, familia Zodariidae. Fue descrita científicamente por Caporiacco en 1949.
Habita en Kenia.